# Macromitrium st.-johnii
Macromitrium st.-johnii är en bladmossart som beskrevs av Edwin Bunting Bartram 1940. Macromitrium st.-johnii ingår i släktet Macromitrium och familjen Orthotrichaceae. Inga underarter finns listade i Catalogue of Life.